# Grabnik (hromada Sołonka)
Grabnik (ukr. Грабник, Hrabnyk) – wieś na Ukrainie, w obwodzie lwowskim, w rejonie lwowskim, w hromadzie Sołonka. W 2001 roku liczyła 23 mieszkańców.